# Harald Kaas (Schriftsteller)
Harald Kaas (* 15. Februar 1940 in Eger; † 1989) war ein deutscher Schriftsteller.

## Leben und Wirken
Kaas studierte an der Hochschule für Gestaltung Ulm. Später zog er nach München in die Nähe seiner Eltern, die in Augsburg lebten.
Kaas veröffentlichte nur ein Buch mit eigenen Werken, den Erzählungsband Uhren und Meere (1979); 1981 erschien eine Ausgabe als Fischer Taschenbuch (ISBN 978-3-596-25060-8). In ihm beschreibt der Autor, der selbst an Schizophrenie erkrankt war, die Erlebniswelt Schizophrener. 1979 wurde Kaas mit dem Förderungspreis des Andreas-Gryphius-Preises ausgezeichnet und 1980 erhielt er für das Werk den Hauptpreis des Marburger Literaturpreises. Der Germanist Uwe Schütte veröffentlichte in der Zeitschrift für Literaturwissenschaft und Linguistik einen Beitrag über Kaas und das Buch.
Kaas verfasste auch Radio-Essays und Hörspiele. Die Deutsche Akademie der Darstellenden Künste zeichnete 1980 sein Hörspiel in der Regie von Bernd Lau Die Schlange auf dem Kurfürstenplatz als Hörspiel des Monats April aus. Ebenfalls in der Regie von Bernd Lau sendete der Bayerische Rundfunk 1981 sein Hörspiel Die Uhr liegt auf dem Tisch.
1985 gab Kaas einen Gedichtband von Theodor Däubler heraus (Der sternhelle Weg und andere Gedichte), zu dem er ein Nachwort beitrug.